# سام فر
سام فر (به انگلیسی: Sam Farr) نمایندهٔ حوزه انتخابیه هفدهم کالیفرنیا از حزب دموکرات ایالات متحده آمریکا در مجلس نمایندگان ایالات متحده آمریکا است که برای نخستین‌بار در ۸ ژوئن ۱۹۹۳ میلادی به‌عضویت این مجلس درآمد.